# Caloptilia superbifrontella
Caloptilia superbifrontella är en fjärilsart som först beskrevs av James Brackenridge Clemens 1860.  Caloptilia superbifrontella ingår i släktet Caloptilia och familjen styltmalar. Inga underarter finns listade i Catalogue of Life.